# Kínai Vörös Hadsereg
A Kínai Vörös Hadsereg vagy egyszerűen Vörös Hadsereg a Kínai Szovjet Köztársaság katonasága volt, a Kínai Kommunista Párt irányította 1921 és 1949 között, amikor a Nemzeti Forradalmi Hadsereg kommunista elemei feloszlottak és fellázadtak a nancsangi felkelés során. 

Kínai Vörös Hadsereg zászlója

## Felszerelései
A kínai Vörös Hadsereg fegyverei közül a legfontosabb és leghasznosabb fegyver a puska volt. 1934 Telén az Első Kínai Vörös Hadsereg hadosztályának 270,000 Katonai bázist alakított, ami lehetővé tette hogy az egész Kínát írányítsa a Kínai vörös hadsereg.

## Gépfegyverek
A Kínai Szovjet Köztársaság volt a világ legnagyobb gépfegyverek gyártója, minden Kínai Vörös Hadsereg csapatainak hat vagy több géppuskája volt. A Kínai Vörös Hadsereg géppuskás felszerelése nem volt alacsonyabb, mint a nacionalista erők elit csapataié. Ez volt az egyik fontos oka annak, hogy a Kínai Vörös Hadsereg számos alkalommal le tudta győzni a nacionalista erőket. A leggyakoribb géppuskák az MG08,[14] ZB vz. 26, M1918 automata puska és M1914 géppuska.

## Vezetők
A Kínai vörös hadseregnek három vezetője volt, az elsőd rangú főnök generál Mao Zedong volt, másod rangú had osztály tiszt Deng Dehuai és harmad rangú vezető Zhu De.

## Keletkezése
A Vörös Hadsereget a Kuomintanggal közösen a Második Egyesült Front részeként újra beolvasztották a Nemzeti Forradalmi Hadseregbe, hogy az 1937–1945-ös második kínai–japán háború alatt harcoljanak a Japán Birodalom ellen. A kínai polgárháború későbbi szakaszában a Vörös Hadsereg ismét feloszlott, és Népi Felszabadító Hadsereggé nevezték át.